# Woodland Hills (Los Ángeles)
Woodland Hills es un distrito occidental que bordea las montañas de Santa Mónica en la región del Valle de San Fernando de la ciudad de Los Ángeles, California (Estados Unidos). 

## Geografía
Woodland Hills se encuentra en la región suroeste del Valle de San Fernando, que se encuentra al este de Calabasas y al oeste de Tarzana. Al norte limita con West Hills, Canoga Park y Winnetka, y al sur con las montañas de Santa Mónica.
Algunos vecindarios están en las estribaciones de las montañas de Santa Mónica. Corriendo de este a oeste a través de la comunidad se encuentran la Ruta 101 de Estados Unidos (Autopista Ventura) y Ventura Boulevard, cuyo término occidental se encuentra en Valley Circle Boulevard en Woodland Hills.